# العالم ينتهي بك
ينتهي العالم معك
```
هي لعبة عام 2007 
لعبة تقمّص أدوار أكشن
 مع 
خيال حضري
 تم تطويرها بواسطة 
سكوير إنيكس
 
وجوبيتر
 من أجل 
نينتندو دي إس
. يقع "The World Ends with You" في منطقة التسوق الحديثة في 
شيبويا
 بطوكيو، ويتميز بأسلوب فني مميز مستوحى من شيبويا وثقافتها الشبابية. تم استلهام التطوير من عناصر لعبة Square Enix السابقة، "
قلوب المملكة: سلسلة من الذكريات
". تم إصداره في 
اليابان
 في يوليو 2007، وفي 
منطقة PAL
 وأمريكا الشمالية في أبريل 2008. في وقت لاحق، تم إصدار منفذ محسن لاستيعاب اللعبة للأجهزة المحمولة التي يتم نقلها بواسطة هاند في عام 2012، بينما تم إصدار منفذ محسّن لـ 
نينتندو سويتش
 في جميع أنحاء العالم في عام 2018 تحت عنوان "" "ينتهي العالم معك: 
ريمكس
 النهائي" "" ".
```

في اللعبة، يضطر نيكو ساكورابا وحلفاؤه للمشاركة في لعبة ستحدد مصيرهم. يستخدم نظام المعركة العديد من الميزات الفريدة لـ Nintendo DS ، بما في ذلك القتال الذي يحدث على كلتا الشاشتين، والهجمات التي يتم تنفيذها بحركات معينة على شاشة اللمس أو عن طريق الصراخ في الميكروفون. تعتبر عناصر ثقافة الشباب الياباني، مثل الأزياء والطعام والهواتف المحمولة، جوانب أساسية للبعثات.
تلقى فيلم  ينتهي العالم معك  مراجعات إيجابية، حيث أشاد بالرسومات والموسيقى التصويرية ودمج طريقة اللعب في إعداد Shibuya. كانت الشكاوى القليلة الشائعة تتعلق بمنحنى التعلم الحاد لنظام المعركة بالإضافة إلى ضوابط شاشة اللمس غير الدقيقة. في الأسبوع الذي صدر فيه، كانت اللعبة ثاني أكثر عناوين DS مبيعًا في اليابان، والأكثر مبيعًا لقب DS في أمريكا الشمالية. شيرو أمانو، كاتب وفنان "Kingdom Hearts" مانغا، قام لاحقًا بإنشاء مانجا مبنية على لعبة الفيديو. من المقرر عرض مسلسل تلفزيوني أنمي بواسطة سكوير انيكس ودوميريكا وسينغ هذه الرسوم المتحركة في العرض الأول في 9 أبريل 2021. تتمة، "NEO: ينتهي العالم معك، ومن المقرر إطلاقه في Nintendo Switch وبلاي ستيشن 4 في منتصف عام 2021.

## قصة

### الإعداد
تدور أحداث اللعبة في نسخة خيالية من منطقة التسوق شيبويا في طوكيو، اليابان. بينما تستمر الحياة اليومية في Realground (RG)، يتم إحضار الموتى المختارين إلى مستوى بديل للوجود ‏ يسمى Underground (UG). UG هو أيضًا مكان Reapers 'Game. شرع اللاعبون في تحقيق الأهداف وفقًا للقواعد التي وضعها الملحن، وهو كيان يشبه الإله ويحافظ على شيبويا. يقوم ريبر آخر، القائد، بمهام الحاصدين الآخرين لعرقلة جهود اللاعبين. سيؤدي الفشل في إكمال المهمة إلى تشتيت عقل وروح اللاعب أو ريبر، وبالتالي محو وجوده. اللاعب في UG غير مرئي للأشخاص الذين يعيشون في RG ، على الرغم من أنه يمكن للمرء أحيانًا قراءة أفكارهم والتأثير عليها. يتردد على UG مخلوقات تسمى «الضجيج»، والتي تجذبها المشاعر السلبية للأحياء. للتقدم في لعبة Reapers ، غالبًا ما يُطلب من اللاعبين هزيمة الضوضاء بقتلهم أو «محوهم»